# Стужиця (заповідник)
Національний заповідник Стужиця (словац. Národná prírodná rezervácia Stužica) — національний заповідник на північному сході Словаччини, на кордоні з Польщею і  Україною, в гірській системі Західні Бещади (в Словаччині Буковські Верхи).

## Загальні відомості
Він належить до складу національного парку Полонини, але перебуває під додатковим захистом держави. Це буковий праліс, який отримав особливий заповідний статус в 1908 році. У 1993 році національна резервація Стужиця була визнана національним парком. Незайманий віковий ліс простягається в долині річки Уж на більш ніж 4 десятки кілометрів. Найближче селище, звідки можна зробити прогулянку до Стужиці — Нова Седліца — найсхідніше село Словаччини.
У 2007 році Стужиця і ще три прилеглі заповідні території разом з шістьма заповідниками в Україні були оголошені частиною Всесвітньої спадщини ЮНЕСКО — Букові праліси Карпат.
Площа заповідника становить 761,49 гектара. Опинившись в місцевих букових і ялицево-букових гаях, можна побачити ліс у всіх стадіях його розвитку. Тут зберігається унікальна первісна атмосфера пралісу, який надійно захищений від будь-яких руйнівних дій людини. У заповіднику Стужиця виростають кілька ендемічних видів рослин і грибів. Грибниці зазвичай розташовуються в повалених стовбурах дерев, які до повного розкладання знаходяться на одному місці. Наглядачі заповідника не мають права втручатися в життя пралісу.
У затишних скелястих ущелинах можна побачити також рідкісні для тутешніх місць ясени і в'язи. Чим вище піднімаєшся по схилах Буковських верхів, тим частіше зустрічаються клени. Перепад висот на території заповідника значний: від 650 до 1207 метрів над рівнем моря. Ближче до вершин пагорбів розташовані великі альпійські луки — полонини. Цікаво, що потужні старі дерева виростають і на великій висоті. Тут можна знайти ясен з окружністю стовбура 298 см, який росте на висоті 1090 метрів і двометровий в обхваті бук на висоті 1140 метрів.

## Галерея

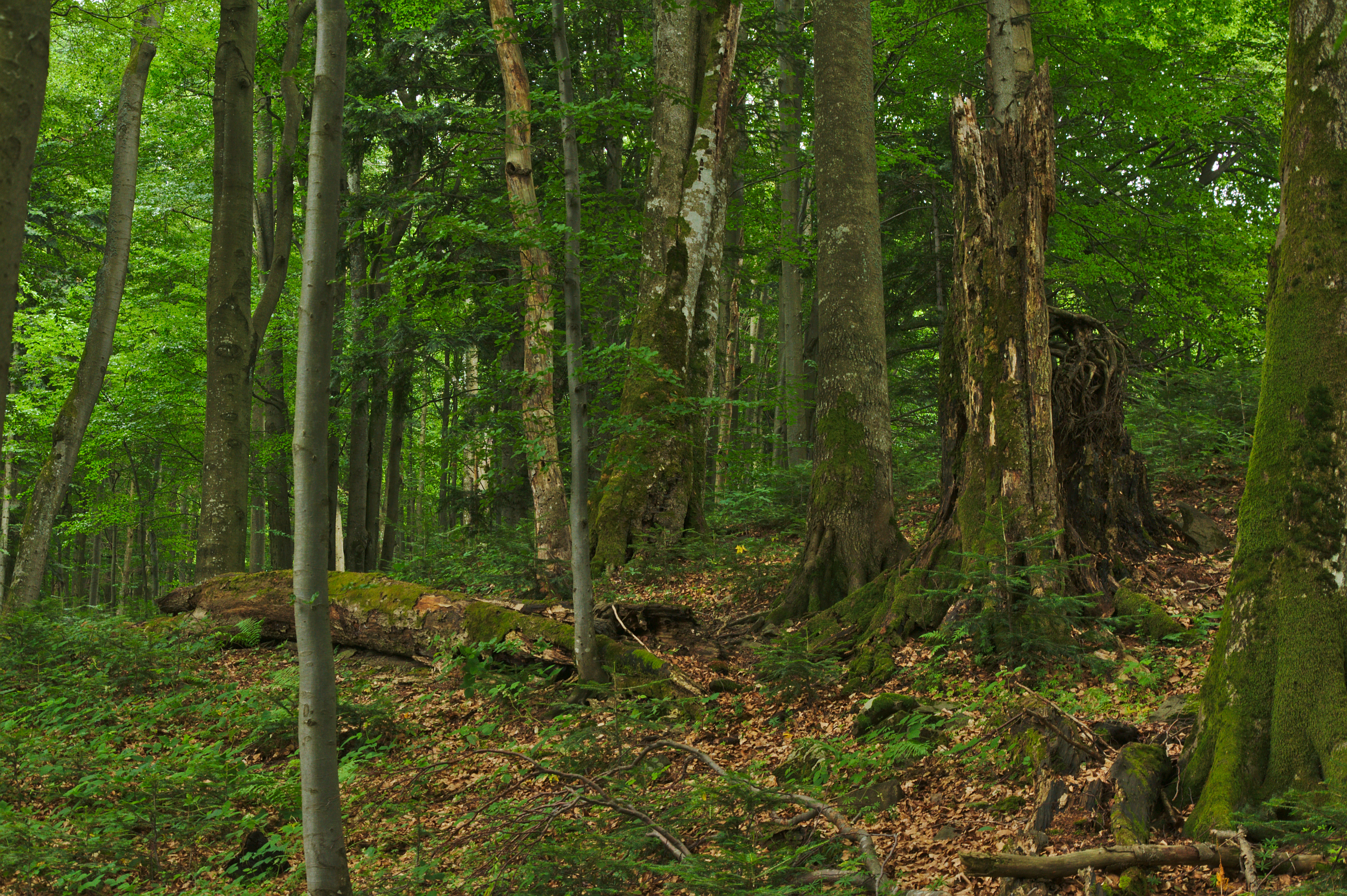
Південна сторона
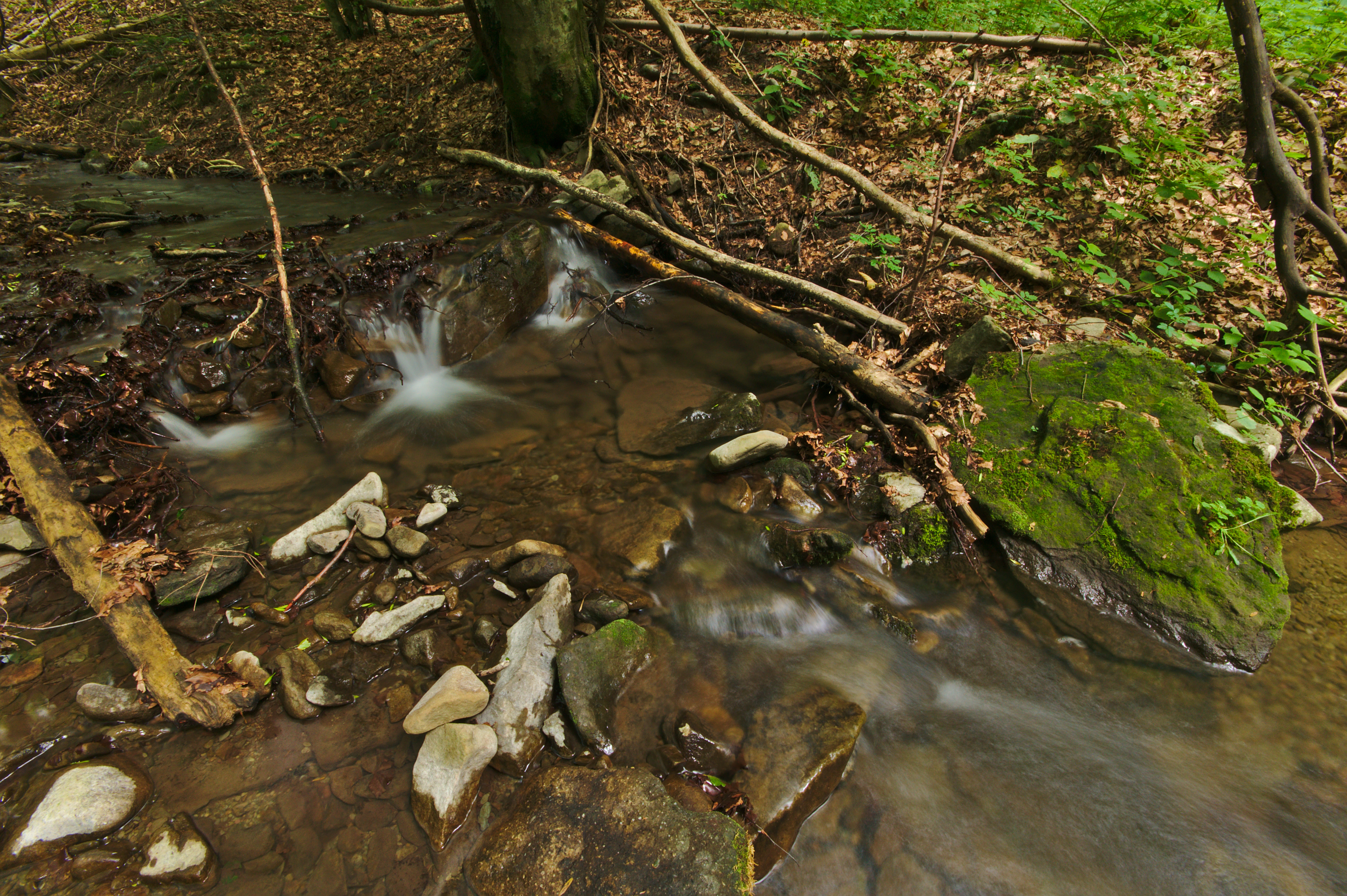
Річка Стужицька
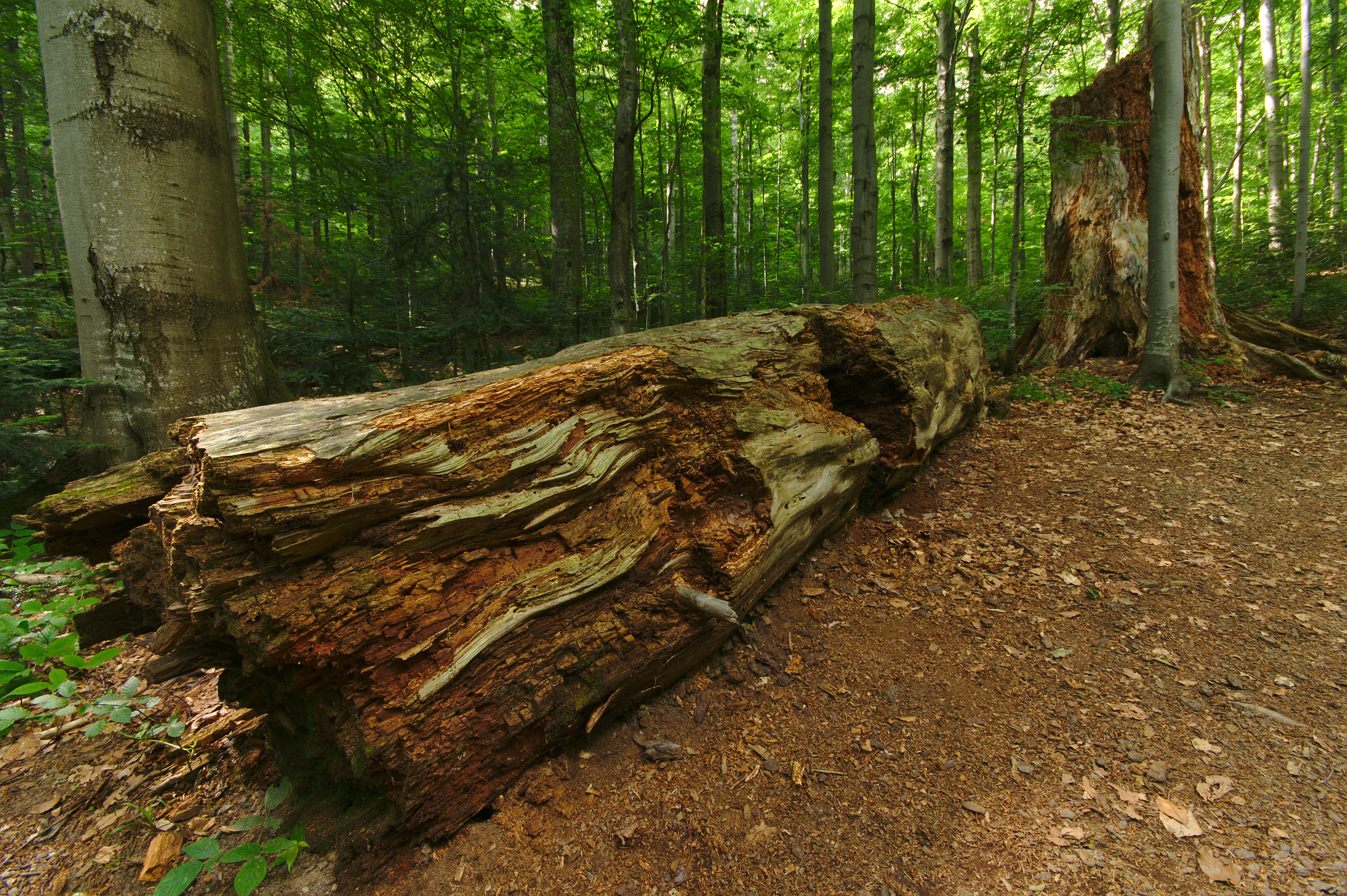
Померле дерево
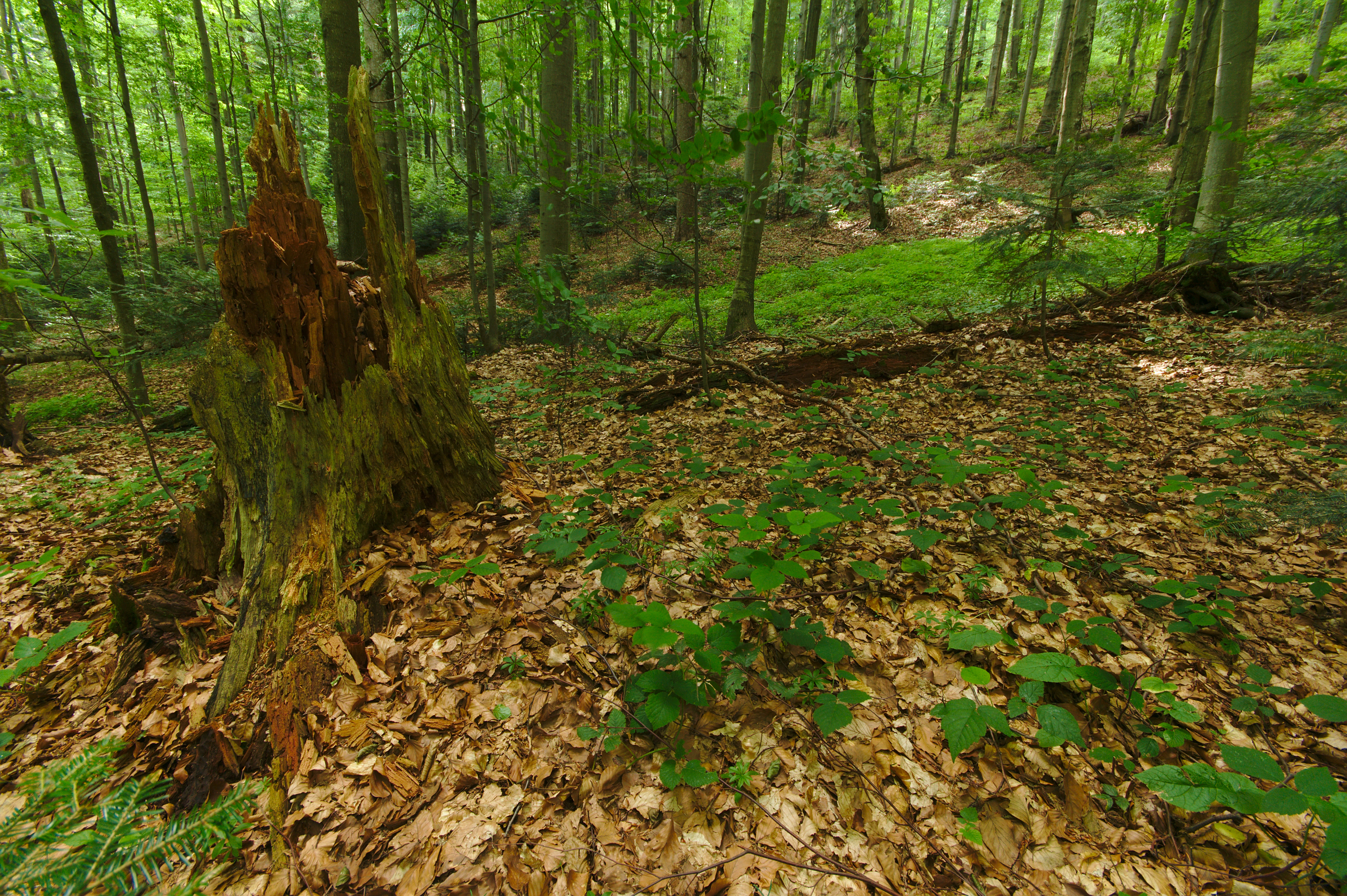
Пень
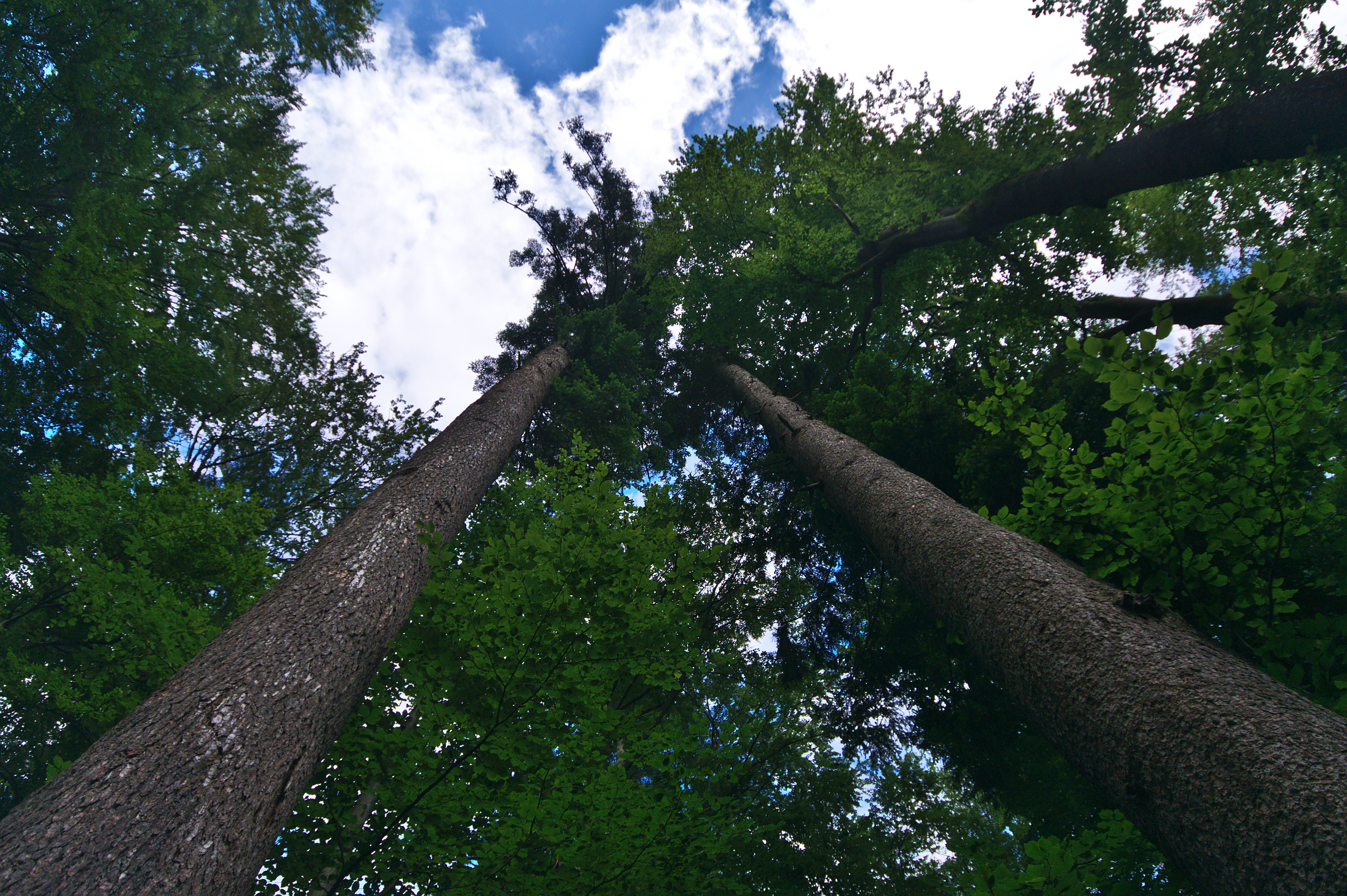
Вгору, до сонця
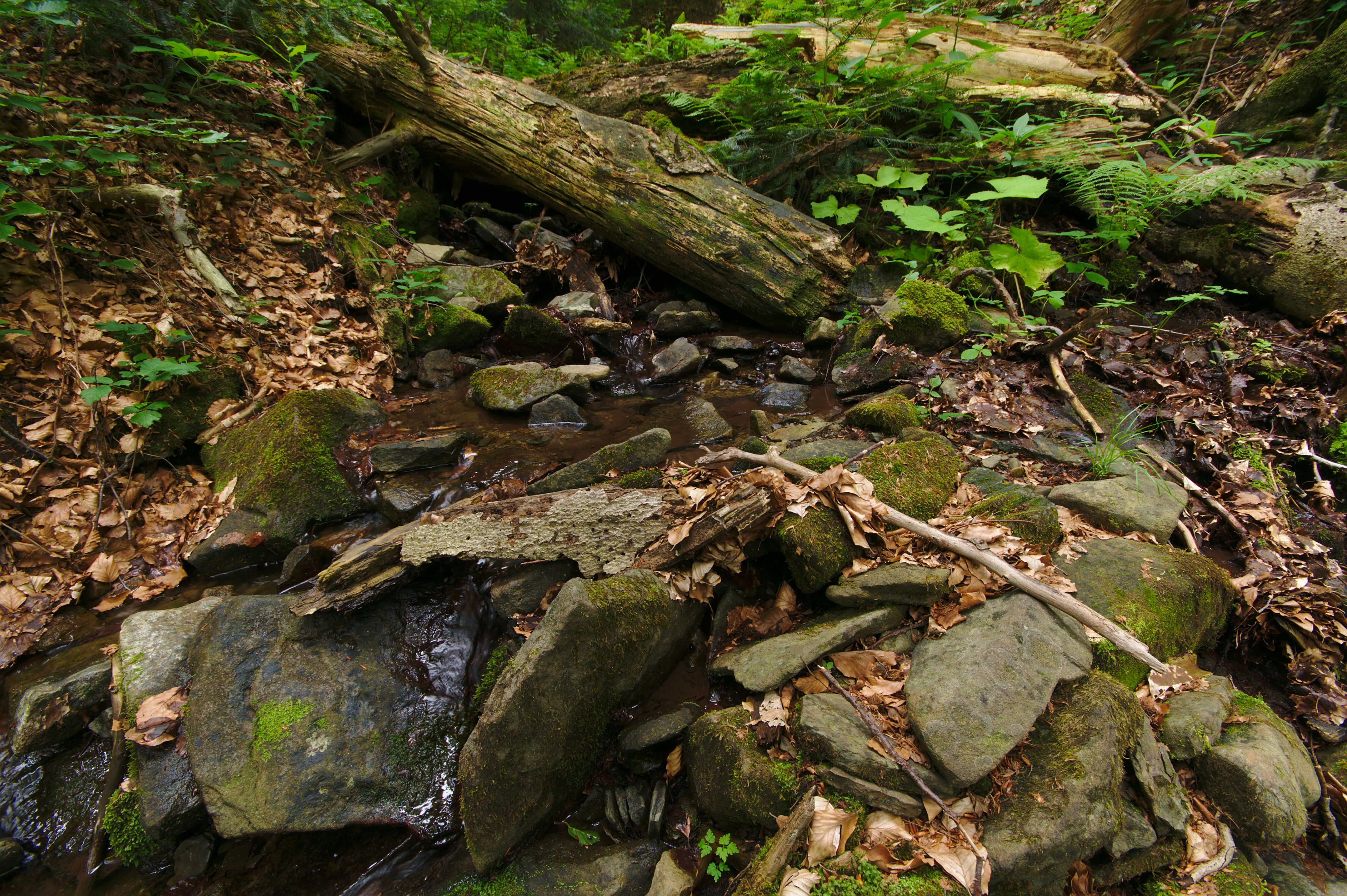
Невеличкий потічок
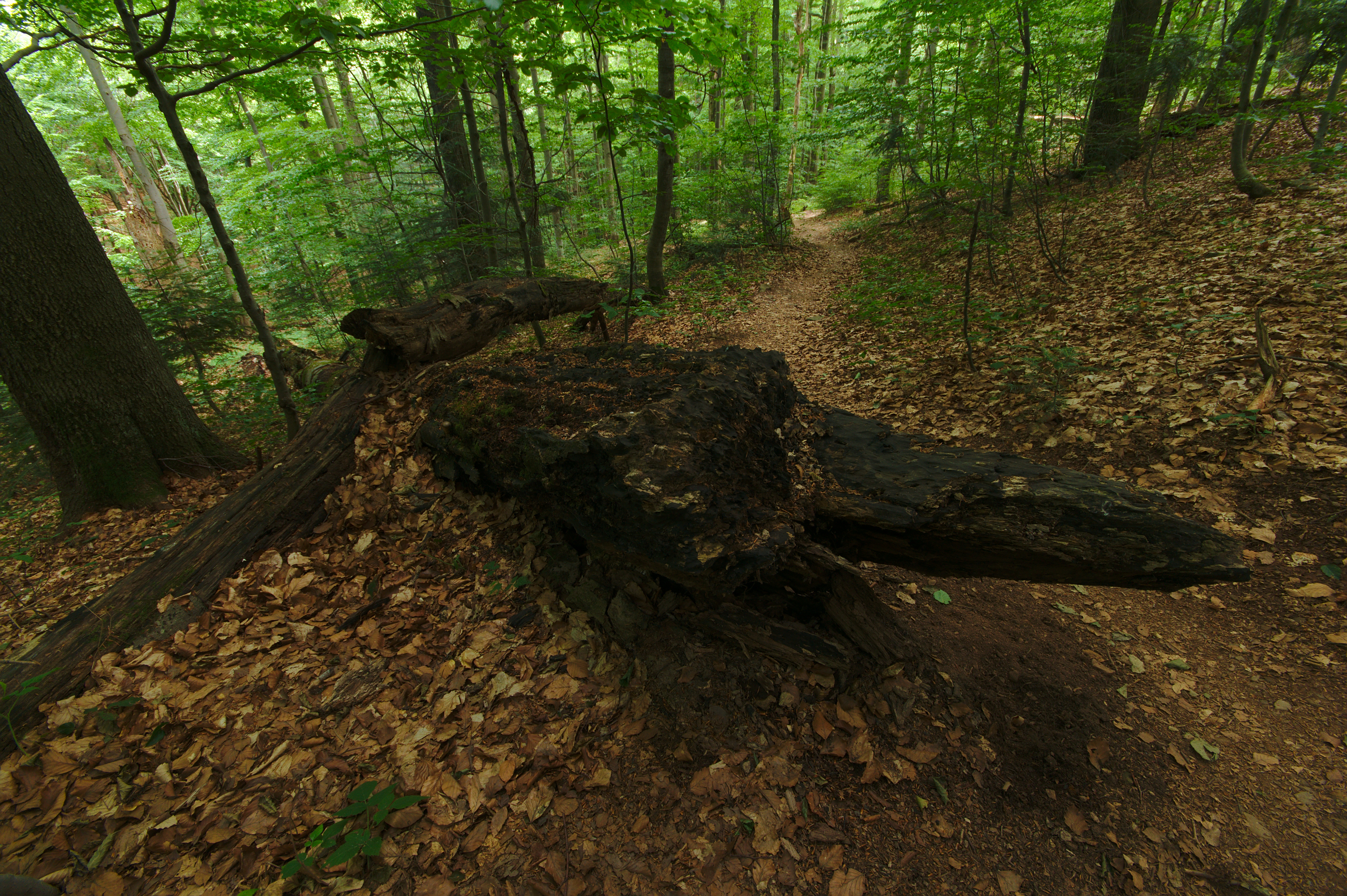
Червона туристична стежка